# Marty Roebuck
Pour les articles homonymes, voir Roebuck.
Pas d'image ? Cliquez ici

a Compétitions nationales et continentales officielles uniquement.

b Matchs officiels uniquement.
Martin ‘’Marty’’ Clive Roebuck, né le 10 janvier 1965 à Lithgow, est un ancien joueur de rugby à XV qui jouait avec l'équipe d'Australie de 1991 à 1993 (23 sélections). Il jouait arrière. Il a remporté la Coupe du monde de rugby 1991. 

## Biographie
Il a effectué son premier test match en juillet 1991 contre l'équipe du Pays de Galles et son dernier test match en novembre 1993 contre l'équipe de France.
Roebuck a remporté la coupe du monde 1991 (6 matchs joués).

## Palmarès
Marty Roebuck compte 27 capes avec l'Australie, toutes en tant que titulaire, entre le 22 juillet 1991 contre l'équipe du pays de Galles et le 6 novembre 1993 contre l'équipe de France. Il inscrit 114 points, cinq essais, 23 pénalités et douze transformations.
Il participe à une édition de la coupe du monde, en 1991 où il remporte le titre de champion du monde. Il joue six rencontres, face à l'Argentine, les Samoa, le pays de Galles, l'Irlande, la Nouvelle-Zélande et l'Angleterre en finale.